# Aleksy Sanbashi Saburō
Aleksy Sanbashi Saburō (ur. ok. 1601 w Nagasaki w Japonii; zm. 10 września 1622 wzgórze Nishizaka w Nagasaki) – błogosławiony Kościoła katolickiego, japoński tercjarz dominikański, katechista męczennik, ofiara prześladowań antykatolickich w Japonii.

## Życiorys
Aleksy Sanbashi Saburō jako katechista pomagał misjonarzowi Józefowi od św. Jacka Negro Maroto w szerzeniu ewangelizacji. W tym czasie w Japonii trwały prześladowania chrześcijan. Aleksy Sanbashi Saburō został aresztowany razem z o. Negro Maroto, udzielającym im schronienia Pawłem Tanaka i kilkoma chrześcijanami 17 sierpnia 1621 r. Z powodu wiary został spalony żywcem 10 września 1622 na wzgórzu Nishizaka w Nagasaki razem z wieloma innymi chrześcijanami.

## Beatyfikacja
Został beatyfikowany razem z synami w grupie 205 męczenników japońskich przez Piusa IX w dniu 7 lipca 1867 (dokument datowany jest 7 maja 1867)
Dniem jego wspomnienia jest 10 września (w grupie 205 męczenników japońskich).